# Medalles del Cercle d'Escriptors Cinematogràfics de 2003
La cerimònia de lliurament de les medalles del Cercle d'Escriptors Cinematogràfics de 2003 va tenir lloc el 26 de gener de 2004 al Cine Palafox de Madrid i fou presentada pels actors Verónica Sánchez i Félix Gómez. Va comptar amb el patrocini de la conselleria de cultura i esports de la Comunitat de Madrid, la regidoria d'arts de l'ajuntament de Madrid, l'EGEDA, la Fundació per al Foment de la Cultura, TVE i el canal Calle 13.
Els premis tenien per finalitat distingir als professionals del cinema espanyol i estranger pel seu treball durant l'any 2003. Es van concedir les mateixes medalles que a l'edició anterior, però se separaren la labor periodística de la labor literària, en total 16 premis. Es va concedir un premi homenatge a l'actriu Carmen Sevilla. La gran guanyadora de la nit va ser Te doy mis ojos d'Icíar Bollaín, que va guanyar sis medalles (millor pel·lícula, director, actor, actriu, guió original i música).
Després del lliurament de medalles es va projectar en primícia la pel·lícula Lost in Translation de Sofia Coppola, en versió original.

## Pel·lícules candidates
| Pel·lícula                  | Nominacions | Premis |
| --------------------------- | ----------- | ------ |
| Te doy mis ojos             | 9           | 6      |
| Soldados de Salamina        | 6           | 2      |
| La flaqueza del bolchevique | 5           | 2      |
| Mi vida sin mi              | 7           | 2      |
| La suerte dormida           | 2           | 1      |
| La vida mancha              | 6           | 0      |
| La luz prodigiosa           | 2           | 0      |
| Torremolinos 73             | 2           | 0      |
| Teresa Teresa               | 2           | 0      |
| Carmen                      | 3           | 0      |
| Noviembre                   | 2           | 0      |
| Cásate conmigo, Maribel     | 1           | 0      |
| A la ciutat                 | 1           | 0      |
| Dos tipos duros             | 1           | 0      |
| Días de fútbol              | 1           | 0      |

## Premis per categoria
| Millor pel·lícula | Millor direcció |
| --- | --- |
| - Te doy mis ojos - Soldados de Salamina - La vida mancha - Mi vida sin mi | - Icíar Bollaín per Te doy mis ojos - David Trueba per Soldados de Salamina - Enrique Urbizu per La vida mancha - Isabel Coixet per Mi vida sin mi                                           |
| Millor actor protagonista | Millor actriu protagonista |
| - Luis Tosar per Te doy mis ojos i La flaqueza del bolchevique - Alfredo Landa per La luz prodigiosa - Javier Cámara per Torremolinos 73 - José Coronado per La vida mancha                  | - Laia Marull per Te doy mis ojos - Adriana Ozores per La suerte dormida - Candela Peña per Torremolinos 73 - Isabel Ordaz per Teresa Teresa                                                 |
| Millor actor secundari | Millor actriu secundària |
| - Pepe Soriano per La suerte dormida - Fernando Tejero per Días de fútbol - Juan Sanz per La vida mancha - Jordi Vilches per Dos tipos duros                                                 | - Leonor Watling per Mi vida sin mi i A la ciutat - María Botto per Soldados de Salamina - Candela Peña per Te doy mis ojos - María Pujalte per A la ciutat                                  |
| Millor guion original | Millor guió adaptat |
| - Icíar Bollaín i Alicia Luna per Te doy mis ojos - Cesc Gay i Tomàs Aragay per A la ciutat - Michel Gaztambide per La vida mancha - Rafael Gordon per Teresa Teresa                         | - Isabel Coixet per Mi vida sin mi - Ángel Blasco per Cásate conmigo, Maribel - David Trueba per Soldados de Salamina - Manuel Martín Cuenca i Lorenzo Silva per La flaqueza del bolchevique |
| Premi revelació | Millor fotografia |
| - María Valverde per La flaqueza del bolchevique - Manuel Martín Cuenca per La flaqueza del bolchevique - Zay Nuba per La vida mancha - Óscar Jaenada per Noviembre                          | - Javier Aguirresarobe per Soldados de Salamina - Paco Femenía per Carmen - Jean-Claude Larrieu per Mi vida sin mi - Carles Gusi per Te doy mis ojos                                         |
| Millor música | Millor muntatge |
| - Alberto Iglesias per Te doy mis ojos - José Nieto per Carmen - Roque Baños per La flaqueza del bolchevique - Alfons de Vilallonga i Serra per Mi vida sin mi                               | - David Trueba per Soldados de Salamina - Lisa Jane Robinson per Mi vida sin mi - Nacho Ruiz Capillas per Noviembre - Ángel Hernández Zoido per Te doy mis ojos                              |
| Millor pel·lícula estrangera | |
| - Dogville, de Lars von Trier Estats Units - Mystic River, de Clint Eastwood Estats Units - The Hours, de Stephen Daldry Estats Units - Mies vailla menneisyyttä, d'Aki Kaurismäki Finlàndia | |
| Medalla d'honor | |
| Carmen Sevilla | |
| Medalla a la labor literària | |
| Andrei Tarkovski. Vida y obra, de Rafael Llano (IVAC Filmoteca de València) | |
| Medalla a la labor periodística | |
| Ángel Fernández Santos (El País) | |